# Bahnhof Rendsburg

Der Bahnhof Rendsburg ist ein von der Deutschen Bahn betriebener Bahnhof in Rendsburg an der Bahnstrecke Neumünster–Flensburg.
Südlich von Rendsburg zweigt im Bahnhof Osterrönfeld die Bahnstrecke Kiel-Hassee–Osterrönfeld ab. Die Strecke nach Husum, die ursprünglich im Bahnhof Büdelsdorf unweit nördlich des Bahnhofs Neumünster abzweigte, ist heute nur noch im Stadtgebiet von Rendsburg in Betrieb. Ihr Streckenanfang ist mittlerweile Teil des Bahnhofs Rendsburg.

## Geschichte
Als erstes war die rund 34 Kilometer lange, von regionalen Interessenten finanzierte Strecke der Rendsburg-Neumünsterschen Eisenbahn-Gesellschaft zwischen Neumünster und dem damals als Rendsburg-Glacis bezeichneten Bahnhof als Jütlandlinie am 18. September 1845 eröffnet worden. Ihr folgte am 1. Januar 1847 der Anschluss der Hafenbahn von Rendsburg-Glacis bis Rendsburg-Obereider. 1904 wurde die Strecke nach Kiel eröffnet, 1910 die Strecke nach Husum.
An der Hafenbahn lag seit 1901 der Übergabebahnhof zur Rendsburger Kreisbahn, die Kreisbahn führte auch den Betrieb auf den vierschienigen Gleisen am Kanalhafen. Personen mussten den knapp einen Kilometer langen Weg zwischen Bahnhof und Rendsburger Kreisbahnhof zu Fuß zurücklegen.
Umfangreiche Veränderungen gab es durch den Bau der Rendsburger Hochbrücke 1913. Die Lage des Bahnhofes blieb erhalten, nur die Ausfahrt Richtung Süden änderte sich.
1957 stellte die Kreisbahn ihren Betrieb ein, der Kanalhafen wurde noch bis 1992 bedient. Der Personenverkehr auf der Strecke nach Husum wurde 1974 eingestellt.
Südöstlich des Personenbahnhofes lag der Güterbahnhof und das Bahnbetriebswerk Rendsburg.

## Betrieb
Im Fernverkehr hielten am Bahnhof Rendsburg vom 9. Dezember 2007 bis Dezember 2015 ICE der Relation Berlin–Aarhus sowie EuroCity der Relation Aalborg–Hamburg. Letztere verkehren in Deutschland als IC-Züge. Derzeit stellen Intercity an Freitagen Direktverbindungen zwischen Flensburg, München Hauptbahnhof oder Köln Hauptbahnhof her. An Sonntagen halten zwei einzelne IC der Gegenrichtung.
DB Regio Schleswig-Holstein fährt im Nahverkehr zwischen Neumünster und Flensburg mit RE- und RB-Zügen im Stunden- oder Zweistundentakt.
Seit Dezember 2005 wird der drei Jahre zuvor beendete Interregio-Verkehr durch DB Regionalbahn Schleswig-Holstein als „Schleswig-Holstein-Express“ bedient. Die Veolia-Tochter Connex hatte zwischenzeitlich mit dem „Flensburg-Express“ (FLEX) einen Nachfolgeverkehr für die eingestellten IR der Deutschen Bahn durchgeführt. Das Unternehmen musste jedoch 2005 Insolvenz anmelden.
Die Nord-Ostsee-Bahn befuhr die Relation Husum–Jübek–Schleswig–Rendsburg–Kiel seit 2000 mit modernen Triebzügen LINT 41 im Stundentakt. Die Relation Husum–Kiel wurde 2009 neu vergeben. Den Wettbewerb um die Strecke gewann die DB Regio, die seit dem 11. Dezember 2011 die Strecke wieder befährt.
Seit Januar 2015 fährt zum stündlichen Regionalexpress Kiel–Husum noch eine stündliche Regionalbahn Kiel–Rendsburg.

### Regionalverkehr
| Linie | Verlauf                                                             | Taktfrequenz | Fahrzeuge                 | Eisenbahnverkehrsunternehmen |
| ----- | ------------------------------------------------------------------- | ------------ | ------------------------- | ---------------------------- |
| RE7   | Hamburg – Elmshorn – Neumünster – Rendsburg – Schleswig – Flensburg | Stundentakt  | Bombardier Twindexx Vario | DB Regio Nord                |
| RE74  | Husum – Jübek – Schleswig – Owschlag – Rendsburg – Felde – Kiel Hbf | Stundentakt  | Alstom Coradia LINT41     | DB Regio Nord                |
| RB75  | Rendsburg – Schülldorf – Felde – Kiel-Russee – Kiel Hbf             | Stundentakt  | Alstom Coradia LINT41     | DB Regio Nord                |

## Gleise
Der Bahnhof besitzt vier Bahnsteiggleise, die von einer Bahnsteighalle überspannt werden. Die Züge fahren wie folgt:
- Gleis 1: Fern- und Regionalzüge Richtung Hamburg, Regionalzüge nach Neumünster und Kiel
- Gleis 2: Regionalzüge nach Kiel
- Gleis 3: Fernzüge Richtung Dänemark, Regionalzüge nach Flensburg/Padborg, Regionalzüge nach Husum/Bad St. Peter-Ording
- Gleis 4: keine planmäßige Belegung

## Bildergalerie

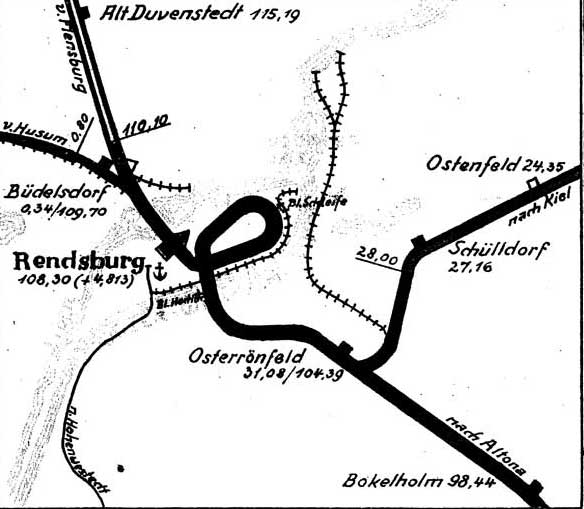
Streckenkarte des Bahnhofes 1925
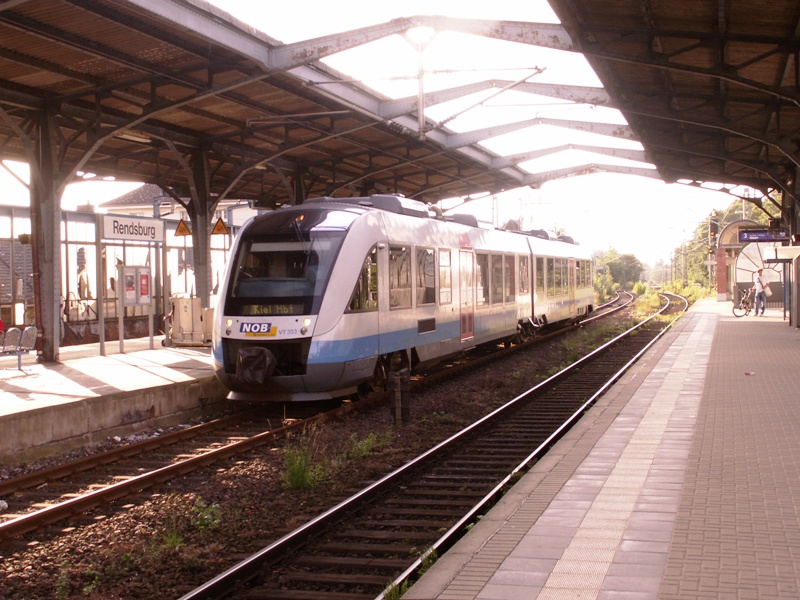
Zug der NOB nach Kiel
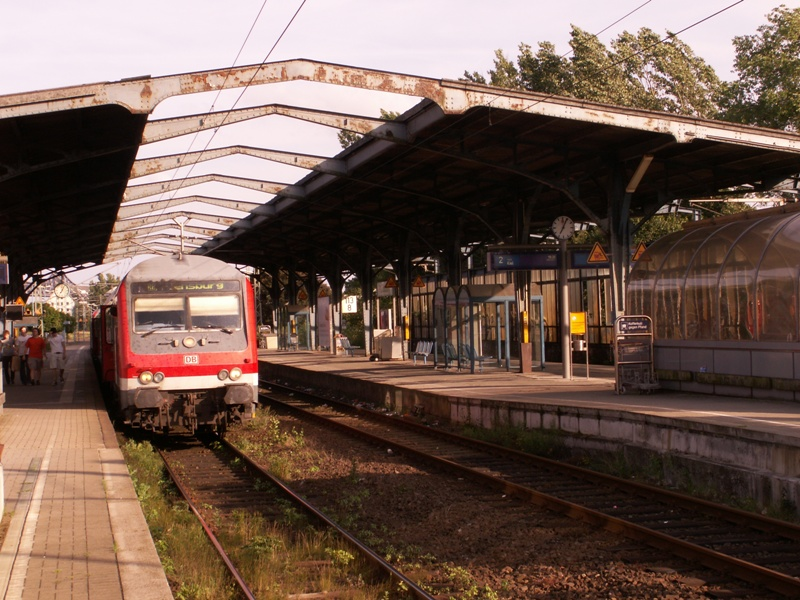
Zug der RB-SH nach Flensburg
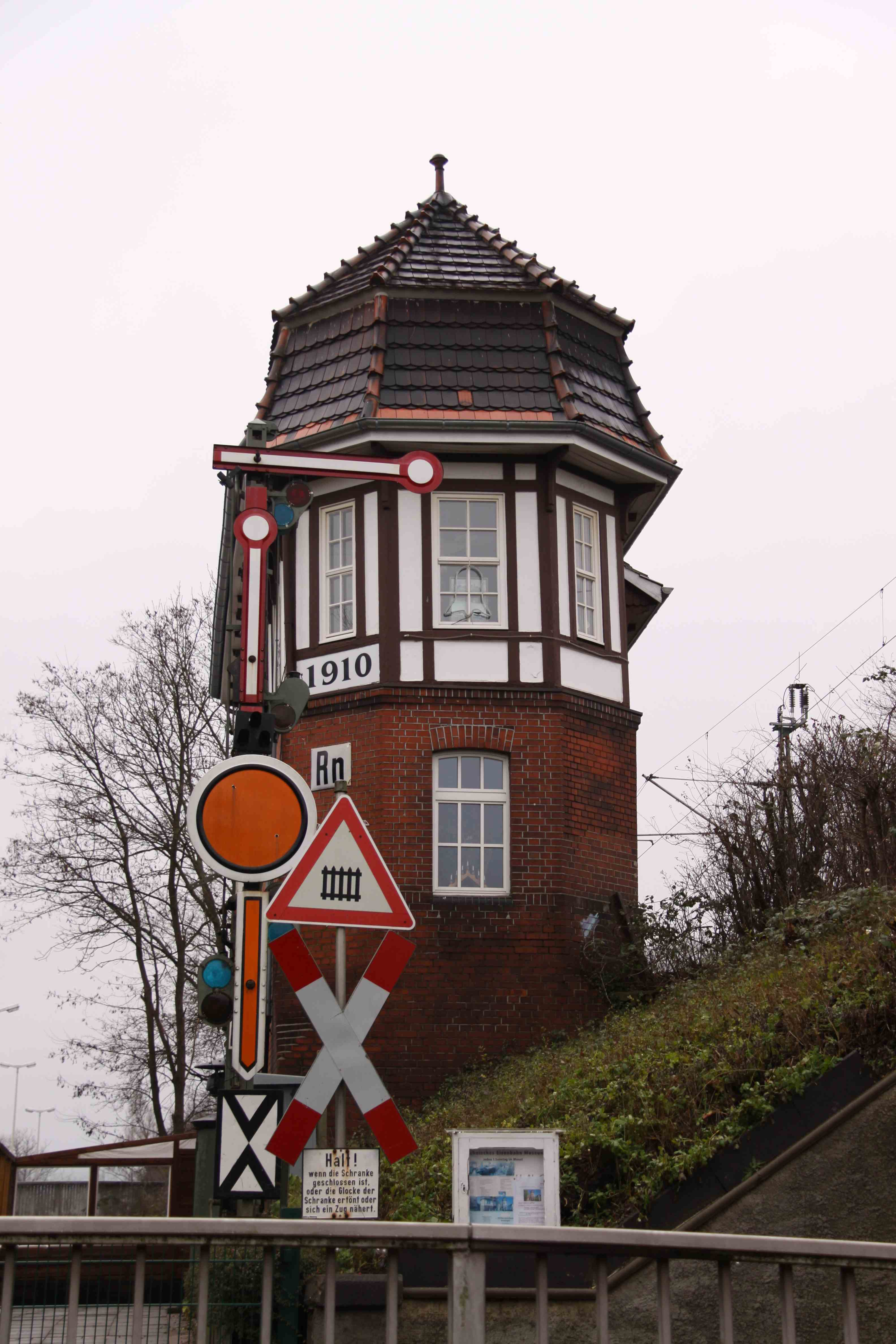
Museumsstellwerk im Bahnhof Rendsburg